# 張丙事件
張丙事件，又稱張丙之亂或道光十二年臺灣動亂，發生於1832年清治臺灣，由臺南店仔口（今臺南市白河區）的地方人士張丙發起的民變。這次事件遍及臺灣中南部，造成重大人員傷亡、財產損失，也突顯清朝統治下臺灣治理的諸多問題。

## 背景
1832年（道光十二年）夏天，中國華北旱災嚴重，導致糧食危機。為了確保糧食供應，清廷下令禁止臺灣稻米出口，與各地方紳商議定不准稻米運出臺灣，以免影響島內民生需求。然而，政策執行不力，走私案件頻發。店仔口位於嘉南平原淺山地區，鄰近嘉義縣城，是府城通往嘉義城要道上的重要小鎮。由於地理位置特殊，店仔口聚集了不少南北往來的流動人口，因官府勢力薄弱成為治安死角。

## 起因
張丙祖籍漳州南靖，為店仔口魚貨商，性格豪爽、交友廣闊，建立勢力，成為另類地方菁英。1832年，有不肖商人透過生員關說，企圖瞞過官府偷運米糧。然而，這批米糧在運送過程被搶劫。地方官員聽信該生員說法，不究走私之罪，反而欲以強盜罪問責張丙。張丙感到憤怒，認為官府偏袒知識階層，懷疑有貪腐行為。張丙原打算綁架逃往嘉義縣城的生員，然而該生員受地方官員保護，張丙反而遭懸賞緝拿，使其對政府的信任徹底崩潰。

## 經過
九月底，張丙與友人陳辦、詹通等人起兵造反，首先攻占佳里興巡檢署，殺害教諭古嘉會和駐守兵丁。起事後短短數日內，張丙軍攻下茄苳、北勢坡、八掌溪等地的軍事據點。十月初一，張丙軍與前來鎮壓的嘉義知縣邵用之率領的官軍交戰，邵用之因輕敵而敗，被俘後遭到凌辱處死。十月初二，臺灣知府呂志恆率軍前來救援，卻在大排竹（今臺南市白河區）遭到張丙軍伏擊。呂志恆與南投縣丞朱懋皆戰死，官軍損失慘重。「一日破三關，二日殺府縣」的消息迅速傳遍臺灣中南部，各地陸續有人響應張丙起義，包括北路彰化的黃城，南路鳳山的許成、林海等。張丙軍一度攻占了臺灣中南部大片地區，僅嘉義、鳳山兩處城垣未被攻下。
消息傳到北京後，清廷高度重視此事。道光皇帝下令派遣欽差大臣馬濟勝率軍來臺平亂，並調集各地官兵增援，撥付大量軍餉、彈藥和糧食。十一月底，馬濟勝率軍抵達臺灣，與張丙軍在鐵線橋（今臺南市安定區）交戰。張丙軍戰敗，主要將領季武松、詹通被俘，張丙則逃脫。金門鎮總兵竇振彪也率兵來援，與馬濟勝會師於鹽水港。官軍分兵搜剿，逐漸收復失地。
隨著戰事推進，張丙失去地方菁英支持，軍隊補給逐漸困難，躲藏在甘蔗林的張丙等人被捕。張丙、詹通、陳辦、陳連等主要起事者被解送至北京受審。次年夏天，他們在北京被處以凌遲之刑。事件平息後，清廷加強對臺軍管，獎勵平亂有功的官員和義民、重建事發地區。

## 影響與爭議
張丙事件促使朝廷重視臺灣治理，但是也加劇了閩粵矛盾，各地械鬥事件增多。軍事方面，清廷被迫增強臺灣的軍事防禦。張丙事件中動員的義勇，後來成為各地方勢力的基礎，對日後民變（如戴潮春事件）影響深遠。
學界評價張丙事件為清治時期臺灣五大民變之一。然而，針對張丙起事的真正動機，學界仍有爭議。事件中的傷亡人數，不同史料記載也有所出入。此外，張丙在當地民眾心中的形象亦褒貶不一。